# Сисодии
Сисодии (още известна като:Сесодиа, Шешодии, Сесодха и Сисодя) е държава, съществувала в днешна Индия в периода 1380-1490 година.